# Folmhusen

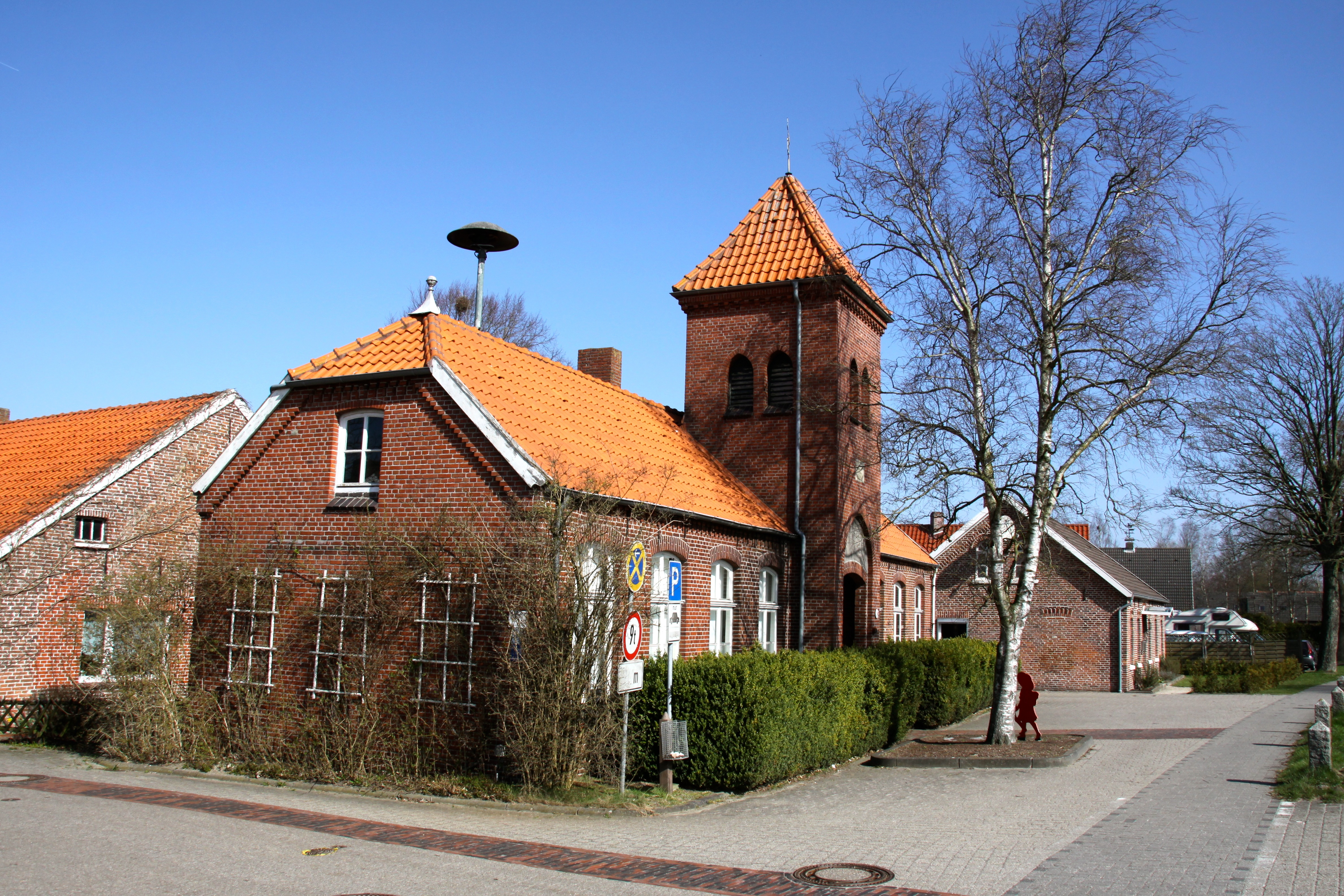
Das Schulmuseum in Folmhusen

Der Ort Folmhusen ist ein Ortsteil der Gemeinde Westoverledingen in Ostfriesland.

## Geschichte
Folmhusen gehört zu den ältesten Siedlungsplätzen in der Gemeinde. Früheste Funde wie eine allseitig geschliffene Felsgesteinaxt mit Bohrloch in der Mitte und abgerundetem Nacken liegen aus der Steinzeit vor. Erstmals erwähnt wird der Ort im Jahre 1409. Im Hochmittelalter gehörte Folmhusen zum Overledingerland, seit dem 15. Jahrhundert zur Esklumer oder Overledinger Vogtei im Amt Leerort, anschließend zum Amt Leer. In der Napoleonischen Zeit wurde der Ort von 1811 bis 1813 der Mairie Ihrhove des Cantons Leer des Departements Ems-Oriental zugeordnet. Anschließend gehörte Folmhusen zur Amtsvogtei Ihrhove und ist seit 1885 Teil des Landkreises Leer. Im Zuge der Gemeindegebietsreform vom 1. Januar 1973 wurde Folmhusen ein Ortsteil der Gemeinde Westoverledingen.

## Namensherkunft
Erstmals wird der Ort im Jahre 1409 als Wolkmedehusen. Später wird der Ort auch als Fahouttahusum (1475) und Folmedehusen (1492) bezeichnet. In einer Statistik von 1823 taucht der Ort als Volmhusen auf. Der Ortsname ist eine Zusammensetzung des Rufnamens Volmet oder Volmt mit dem niederdeutschen Wort für Häuser.

## Museen
Das Ostfriesische Schulmuseum Folmhusen ist seit 1987 in der ehemaligen Schule beheimatet. Das Gebäude wurde 1824 zum zweiten Mal neu errichtet, 1879 wieder neu erbaut und in den Jahren 1885 und
1904 vergrößert. 1963 wurde die Schule um einen Schulpavillon erweitert.